# Besleria concolor
Besleria concolor är en tvåhjärtbladig växtart som beskrevs av Karl Fritsch. Besleria concolor ingår i släktet Besleria och familjen Gesneriaceae. Inga underarter finns listade i Catalogue of Life.